# Tufão Trami
O tufão Trami, conhecido nas Filipinas como tufão Paeng, foi o segundo tufão a afetar o Japão em um mês. A vigésima quarta tempestade tropical e décimo tufão da temporada anual de tufões, em 20 de setembro Trami desenvolveu-se a partir de uma área de baixa pressão a sudeste de Guam. No dia seguinte, intensificou-se para uma tempestade tropical e tornou-se um tufão em 22 de setembro. Trami intensificou-se continuamente e atingiu o seu pico de intensidade no final de 24 de setembro. No dia seguinte, Trami diminuiu a velocidade e rumou para o norte. Começou a enfraquecer devido à ressurgência. Trami acelerou e virou para o nordeste em 29 de setembro, antes de atingir o Japão no dia seguinte, e se tornar extratropical em 1 de outubro. Os remanescentes extratropicais persistiram por dias até se dissiparem completamente em 8 de outubro.
O Trami causou danos adicionais ao Japão, enquanto ainda se recuperava dos impactos do tufão Jebi. O transporte foi interrompido e vários voos domésticos foram cancelados. Mais de 380.000 pessoas foram evacuadas. No total, Trami matou 4 pessoas e deixou centenas de feridos. A perda do seguro foi estimada em ¥ 306 bilhões (2018 JPY, $ 2,69 bilhões de dólares ).

## História meteorológica
Em 20 de setembro, a Agência Meteorológica do Japão (JMA) começou a monitorar uma depressão tropical localizada a sudeste de Guam. Movendo-se para noroeste, a depressão ganhou alguma organização, e o Joint Typhoon Warning Center (JTWC) emitiu um Alerta de Formação de Ciclone Tropical (TCFA), e classificou o sistema como uma depressão tropical mais tarde naquele dia, dando a designação numérica 28W. A JMA começou a emitir avisos quando o sistema atingiu ventos de 55 km/h (34 mph). O JTWC atualizou 28W para uma tempestade tropical em 21 de setembro, quando ficou mais bem organizado. O JMA fez o mesmo mais tarde naquele dia, atribuindo o nome internacional Trami.
Em 22 de setembro o sistema moveu-se para oeste-noroeste , sob a influência de uma cordilheira subtropical ao norte. Beneficiou-se da condição favorável, como altas temperaturas da superfície do mar (TSM) de 28 °C (82 °F) e vento fraco, Trami gradualmente se intensificou, atingindo forte tempestade tropical na manhã e se tornou o décimo tufão da temporada anual de tufões mais tarde naquele dia. O JTWC fez o mesmo três horas depois. Continuou movendo-se para oeste-noroeste, Trami continuou se intensificando graças às condições ambientais favoráveis. Ele desenvolveu um olho de ciclone naquele dia, mas logo entrou em um período de ciclo de substituição da parede do olho. O Trami completou este ciclo no início do dia 24 de setembro e retomou a sua intensificação, com o seu olho ampliado. De acordo com a JMA, a tempestade atingiu o seu pico de intensidade às 18:00 UTC daquele dia, com ventos máximos sustentados de 10 minutos de 195 km/h (121 mph), e uma pressão central de 915 mbar (27.0 inHg). O JTWC disse que o Trami se tornou um supertufão equivalente à Categoria 5 três horas depois, com ventos sustentados de 1 minuto de 260 km/h (160 mph).
Logo em seguida, o Trami perdeu a sua corrente de direção e desacelerou por estar situado entre duas áreas subtropicais de alta pressão, uma área chamada de campo de pressão do tipo sela. A persistência do tufão no mesmo local por vários dias resultou em uma tremenda ressurgência de águas mais frias, com temperaturas da superfície do mar caindo de 28 to 21 °C (82 to 70 °F). O efeito combinado de água mais fria e ar seco resultou em um enfraquecimento significativo, e Trami caindo abaixo do status de supertufão no final de 25 de setembro. No entanto, o olho pequeno de Trami expandiu-se dramaticamente. Em 28 de setembro, a crista subtropical sobre o Oceano Pacífico intensificou-se ligeiramente e Trami acelerou para o noroeste. Trami virou para o nordeste ao longo de um vento oeste em 29 de setembro, e passou a oeste da Ilha de Okinawa. O tufão atingiu a costa perto de Tanabe, Wakayama às 20h JST em 30 de setembro (11:00 UTC), com ventos de 150 km/h (93 mph). Depois que o Trami impactou Honshu, ele mudou completamente para um ciclone extratropical com força de furacão, impactou as Ilhas Curilas e enfraqueceu para um sistema de força de tempestade. Seus vestígios extratropicais foram rastreados pela última vez no Mar de Bering, perto das Ilhas Aleutas.

## Impacto

### Taiwan
Em 28 de setembro, o Central Weather Bureau (CWB) emitiu o alerta de chuva forte e chuva extremamente forte para 7 cidades e condados de Taiwan, alertando que a chuva em 24 horas chegará a 200 mm (7.9 in) nessas áreas alertadas. A CWB também alertou que as áreas costeiras e abertas podem ser afetadas por ventos da escala Beaufort 9-11. Embora Taiwan tenha evitado um impacto direto de Trami, grandes ondas ainda afetaram o norte de Taiwan. Alturas das ondas em 4 m (13 ft) foram registados, e 4 pessoas ficaram feridas pela grande arrebentação.

### Japão

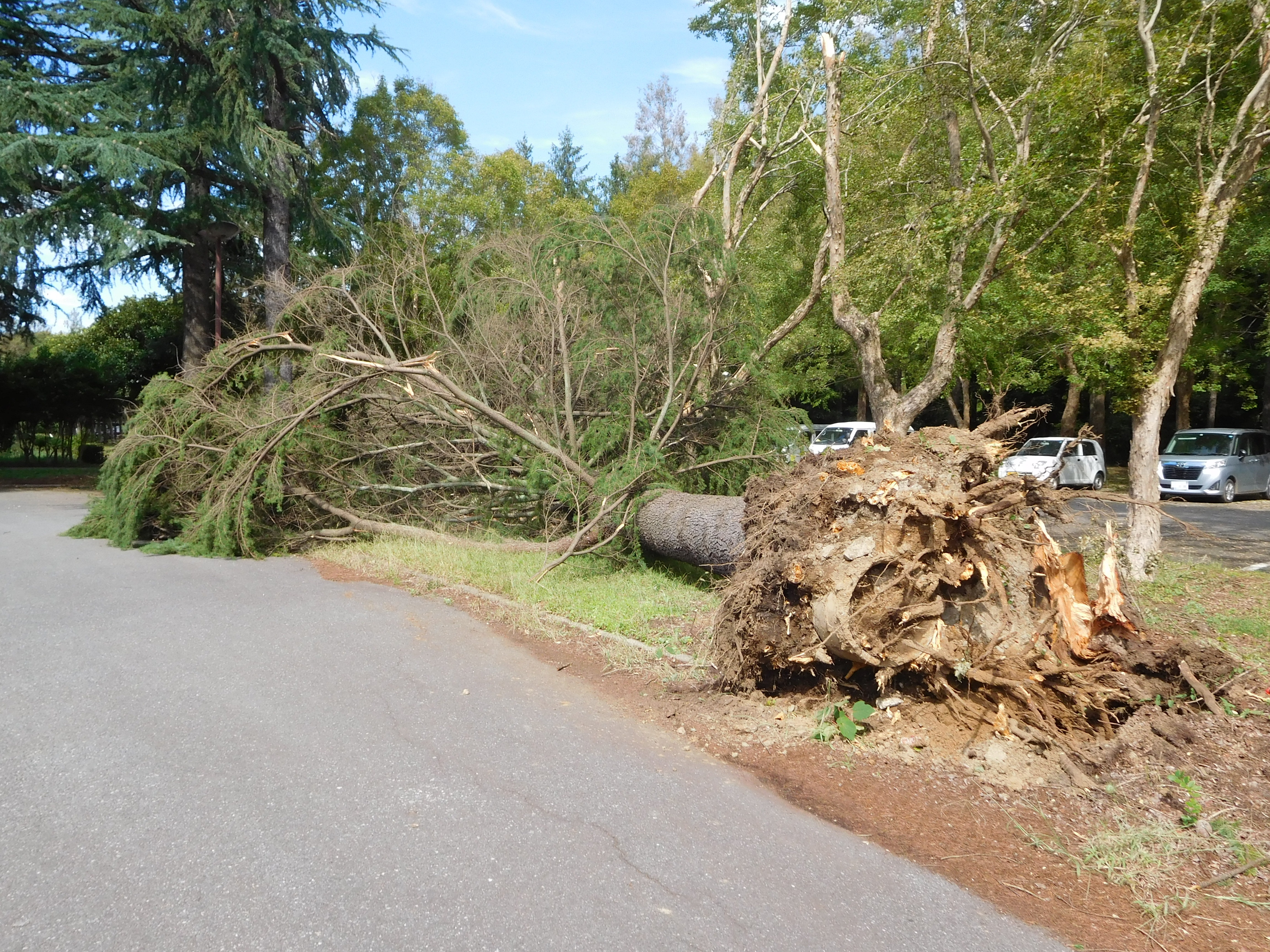
Árvores derrubadas em Tsukuba, Ibaraki após Trami

Trami fez sua abordagem mais próxima da Ilha de Okinawa na tarde de 29 de setembro, passando apenas 30 km (19 mi) oeste do Aeroporto de Naha. Rajadas de vento atingiram 50.8 m/s (183 km/h) em Naha, Okinawa. 50 pessoas ficaram feridas e cerca de 600 pessoas foram evacuadas para os abrigos. 30 cidades e vilas em Okinawa estavam sofrendo queda de energia. Quase 200 voos para a prefeitura foram cancelados. Uma estátua de guanyin no Palácio Dourado de Ryukyu desabou, com perda estimada de cerca de ¥ 100 milhões (US $ 880.000).
Trami trouxe fortes ventos e ondas para o Japão. O tufão quebrou os recordes históricos de ventos sustentados máximos de 10 minutos em 30 estações meteorológicas e rajada máxima em 55 estações meteorológicas no Japão, principalmente em 30 de setembro. No Japão continental, a rajada máxima de Trami foi registada em Hachioji, Tóquio, de 45.6 m/s (164 km/h), que quebrou o recorde estabelecido em 2011. Trami também produziu ondas de tempestade de 11.71 m (38.4 ft) no cabo Irōzaki. Mais de 1.000 voos no Japão foram cancelados, incluindo 45 de Hong Kong. Pelo menos 4 mortes e mais de 200 feridos foram relatados em todo o país. A perda do seguro foi estimada em ¥ 306,1 bilhões (US $ 2,69 bilhão).